# Elijah Baley
Elijah Baley é um personagem de vários romances do escritor de Ficção científica Isaac Asimov. Baley é um policial detetive prototipado sobre os grandes detetives de ficção, como Poirot e Sherlock Holmes. Ele é o personagem principal dos livros The Caves of Steel, The Naked Sun e The Robots of Dawn, e no conto "Mirror Image". Ele é lembrado em vários "flashbacks" e foi assunto frequentemente também em Robots and Empire, que se passa mais ou menos 160 anos depois de sua morte. Além dos trabalhos de Asimov, ele também aparece no livro de contos Foundation's Friends, na história "Strip-Runner", de Pamela Sargent, e no poema "As Cavernas de Aço de Isaac Asimov" de Randall Garrett.

## Biografia
Elijah é um policial que trabalha à paisana, um detetive de homicídios do Departamento de Polícia da Cidade de Nova Iorque, 3000 anos no futuro. Ele é um personagem sombrio com o pavio curto. Assim como Sherlock Holmes, ele também fuma cachimbo — um hábito que ele tenta se livrar em Os Robôs do Amanhecer. Ele tem um senso de dever e lealdade muito forte e é muito protetor com sua família e status. Jezebel Baley, prefere se chamada de Jessie. O filho deles, Bentley, se torna um líder da segunda onda de exploração espacial interplanetária.
Assim como a maioria dos seres humanos nascidos na Terra no seu século, Baley tem uma forte Agorafobia, como é revelado em As Cavernas de Aço. À maioria dos terráqueos passam suas vidas vivendo em imensas cidades redoma ("cavernas de aço"), e raramente, talvez nunca, viajaram para a superfície exterior. A Agorafobia de Baley é uma importante característica de seu personalidade e o "ponto da trama" em vários romances em que ele aparece. Nas histórias posteriores, ele tem pouco sucesso em tentar acabar com sua Agorafobia, que ele sabe ser uma limitação potencial de sua espécie e mais diretamente de seu filho (A Agorafobia de Baleyu se espelha na própria personalidade de Asimov, que era bem conhecido por sua claustrofilia).
Os livros de Asimov são tipicamente devotados à blasfêmia e profanidade. Consequentemente, o palavrão predileto de Baley é "Jehoshaphat!", que ele fala em momentos de muito stress ou emoção.
Em As Cavernas de Aço, ele é chamado para ajudar a resolver o assassinato de um Spacer. Os Spacers colocam ele com um parceiro robô, R. Daneel Olivaw, que se torna seu amigo para toda à vida. Ele encontra com R. Daneel novamente em a Ameaça dos Robots, onde ele é chamado novamente para investigar a morte de um Spacer, desta vez no planeta Solaria, fazendo dele o primeiro terráqueo a deixar a Terra desde a primeira onda de colonizações. Mais tarde, em Os Robôs do Amanhecer, enquanto investiga outro assassinato em nome dos Spacers, ele reconhece as habilidades telepáticas de R. Giskard, antes de qualquer pessoa perceber isso. Giskard muda a mente de Baley para evitar que ele possa contar aos outros. Enquanto fora da Terra, ele desenvolve uma relação um tanto romântica e sexual com Gladia, uma mulher Spacer que, após encontra-lo, é levada a se tornar o primeiro Solariano em séculos a ter vontade e de fato deixar Solaria.
Em Os Robôs e o Império, ele é visto em vários flashbacks, em particular no curso do livro. Giskard, Gladia e finalmente Daneel lembram da última vez que o encontraram. A memória de Daneel é notável, uma vez que abrange um extremamente idoso Baley, concedendo suas últimas palavras para Daneel e revela que ele pereceu momentos depois de Daneel ter deixado sua presença (por um pedido de Baley, para prevenir que a visão de sua morte causasse algum problema em Daneel, complascente sobre as Três Leis). Suas palavras causam um impacto profundo no comportamento de Daneel, mesmo muitos milhares de anos depois.
Falta continuidade em alguns detalhes da vida de Baley através dos livros. Em As Cavernas de Aço, por exemplo, é visto que a mãe de Baley morre brevemente depois que seu pai é "desclassificado" (perdendo todos seus direitos civis, por consequência seus status social e econômico), e Baley não lembra dela. Contudo, em Os Robôs do Amanhecer, Baley lembra de sua mãe persuadindo-o a comer sua sopa de frango e dizendo que até os Spacers não tinham nada tão bom. Em As Cavernas de Aço, é dito que ele tem uma irmã, mas ela nunca mais é mencionada. Da mesma maneira, a intensa vergonha que Baley sente sobre seu pai ter sido desclassificado e sobre as deprivações resultantes disso em sua infância, não são mencionadas nos próximos livros.
Em histórias posteriores, é revelado que Baley se torna um herói legendário por um milênio. Referências a ele podem ser achadas em Prelude to Foundation e Foundation and Earth.

## Aparições em outras mídias
Em uma adaptação para a televisão Britânica de As Cavernas de Aço, em 1964 (um episódio da BBC2 da série Story Parade), Baley é interpretado por Peter Cushing. O script foi adaptado por Terry Nation.
Em uma adaptação para a televisão Britânica de Ameaça dos Robots, em 1969 (um episódio da BBC2 da série Out of the Unknown), Baley é interpretado por Paul Maxwell.
Em um jogo da Kodak VCR de 1988, Os Robôs de Isaac Asimov, Baley é interpretado por Steven Rowe.
E na adaptação para o rádio de As Cavernas de Aço, para a BBC Radio 4, Baley é interpretado por Ed Bishop.